# Адиподинитрил
Ади́подинитри́л (адипонитрил, 1,4-дицианобутан) — органическое соединение класса нитрилов, важный полупродукт в производстве нейлона-66.

## Методы синтеза
Из дивинила через 1,4-дихлорбутен-2 и 1,4-дицианобутен-2:
{\displaystyle {\ce {CH2=CH-CH=CH2 + Cl2 -> CH2Cl-CH=CH-CH2Cl}}}
{\displaystyle {\ce {CH2Cl-CH=CH-CH2Cl{}+ 2 NaCN -> NC-CH2-CH=CH-CH2-CN + 2 NaCl}}}
{\displaystyle {\ce {NC-CH2-CH=CH-CH2-CN{}+ H2 -> NC-(CH2)4-CN}}}
Гидроцианированием дивинила на никелевом катализаторе:
{\displaystyle {\ce {CH2=CH-CH=CH2 + 2 HCN -> NC-(CH2)4-CN}}}
Электрохимической димеризацией акрилонитрила:
{\displaystyle {\ce {2 CH2=CHCN + 2 e^- + 2 H^+ -> NC-(CH2)4-CN}}}

## Химические свойства
Гидрирование до гексаметилендиамина:
{\displaystyle {\ce {NC-(CH2)4-CN + 4 H2 -> NH2(CH2)6NH2}}}

## Токсикология и безопасность
LD50 составляет 300 мг/кг перорально для крыс.